# Platicrista
Platicrista là một chi của ngành tardigrada trong lớp Eutardigrada.

## Loài[1]
- Platicrista affine (Mihelcic, 1951)
- Platicrista angustata (Murray, 1905)
- Platicrista cheleusis Kathman 1990
- Platicrista horribilis Kaczmarek and Michalczyk, 2003
- Platicrista itaquasconoide (Durante and Maucci, 1975)
- Platicrista ramsayi Marley, 2006